# Eupátrida
Os eupátridas, em Atenas (na Grécia Antiga), eram aqueles considerados bem-nascidos (eu = Bom, pátrida = parido), ou seja, filhos da elite. Formavam a aristocracia governante da pólis (cidade). Eram os proprietários de terras e escravos. Devido a riqueza emprestavam dinheiro para os pequenos proprietários, que caso não houvesse pagamento da dívida perdiam bens e sua liberdade, tornando-se assim escravos dos eupátridas.
A classe dos eupátridas impedia que o povo exercesse funções governamentais, mas um legislador, de nome Sólon, reformou essa política. Após, Clístenes criou a democracia - além de efetuar reformas decisivas relativas à organização religiosa de Atenas - e Péricles conseguiu ampliar os direitos do povo. 

Formou-se, então, em Atenas, a Assembléia do Povo, principal instituição da democracia grega.

A assembléia reunia-se na Colina Pnice, que situava-se um pouco distante da praça do mercado (antigo local de reuniões). Foi ali que realizou-se o julgamento de Sócrates, devido a denúncia e acusação do poeta Meleto. 